# Arius karaibski
Arius karaibski (Cathorops spixii) – gatunek ryby sumokształtnej z rodziny ariusowatych (Ariidae).

## Występowanie
Zachodni Ocean Atlantycki od Karaibów po Brazylię.
Żyje w płytkich (do 50 m), przybrzeżnych wodach morskich, w lagunach i słonawych ujściach rzek. 

## Cechy morfologiczne
Osiąga 20 (maksymalnie 30) cm długości. Głowa szeroka, oczy sięgają górną krawędzią krawędzi głowy. Nozdrza okrągłe, pysk w położeniu dolnym. Na żuchwie dwie pary wąsów, na czubku szczęki jedna para.
Ubarwienie ciemnobrązowe do czarnego, brzuch żółty. Płetwy brązowe z czarnymi plamkami.

## Odżywianie
Żywi się bezkręgowcami oraz małymi rybami. Młode osobniki zjadają głównie obunogi, równonogi oraz widłonogi.

## Znaczenie
Ma lokalne znaczenie gospodarcze.